# Giovanni Giannini
 (janvier 2021).
Giovanni Giannini, né le 22 avril 1930 à Prague et mort le 15 mars 2024 à Paris, est un peintre italien. Il a été professeur à l’École nationale supérieure des arts décoratifs.

## Biographie
Giovanni Giannini est arrivé à Paris en 1949 et à partir de 1950, il est élève à l'ENSAD sous la direction de Léon Moussinac.
Il a installé son premier atelier de peintre « rue du Moulin Vert » et il fréquente Montparnasse.
Trois villes influencent sa peinture : Paris, Prague et Milan. Les galeries où il expose ponctuent son itinéraire de peintre : à Milan à L'Agrifoglio chez Livia Lucchini, et à Paris chez Inna Salomon, Hervé Sérane, Aldo Pajarin, et Marie-Thérèse Cochin. Il développe sans cesse son thème de la ville et Mario De Micheli, puis Gérard Xuriguera lui écrivent à plusieurs occasions des présentations décrivant son regard sur les foules.

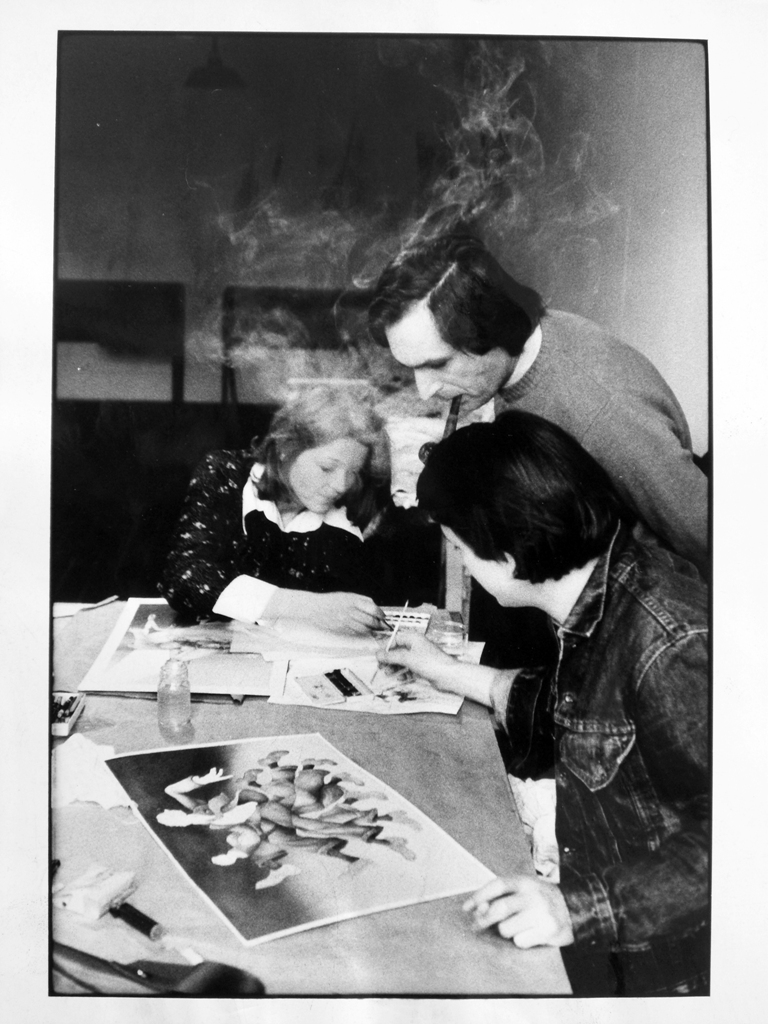
Giovanni Giannini professeur à l’ENSAD.

À partir de 1969, il revient à l'ENSAD pour devenir professeur. Il crée alors un cours d'Image Imprimée dans la section Communication Visuelle.
À partir de 1976, ses séjours en Toscane lui inspirent un thème pictural parallèle : les Terres suspendues.
À partir de 1980, l'éditeur Michel de l'Ormeraie publie son œuvre gravé, entre autres Gordon Pym de Edgar Allan Poe, Les contes d'Andersen et Alice au Pays des merveilles de Lewis Carroll, et il travaille dans les ateliers de gravure historiques Lacourière-Frélaut au pied de la Basilique du Sacré-Cœur de Montmartre. Depuis l'année 2000, il expose l'anthologie de son travail sur son site officiel.
Il meurt en 2024 et est incinéré au crématorium du Père-Lachaise, puis inhumé dans une chapelle cinéraire commune dans la 62e division du cimetière.

## Ouvrages
Collection Les albums Dodo
- Pic-Pic et Peluche apprennent à compter, Paul Buxil, no 10, Éditions des Deux coqs d'or, 1967.
- Pomme et Piffe à la plage, Anne-Marie Dalmais, no 14, Éditions des Deux coqs d'or, 1968.
- Boum-Boum le biquet saltimbanque, Anne-Marie Dalmais, no 38, Éditions des Deux coqs d'or, 1972.
- Noisette et le chat Caoutchouc, Anne-Marie Dalmais, no 41, Éditions des Deux coqs d'or, 1972.

Autres collections
- Mango, L. N. Lavolle, Éditions Fleurus, coll. Caravelles, no 2, 1957
- Bateaux d'aujourd'hui, Jean Riverain et Georges Blond, illustrations: G. Giannini et quatorze autres (Pierre Bentegeat, Albert Brenet, Christian Broutin, Michelle Dallemer, Philippe Degrave, P. Fauvet, P. Leroy, Jean Lhuer, Jean Marcellin, Maurice Mathonnière, Henri Mercier, G. Michel, Jean-Michel Rabec, Yves Thos), éd. Gautier-Languereau, coll. Une sélection Paris Match, 1963
- la Croisière jaune : victoire sur l'impossible, M. P. Bossard, Éditions des Deux coqs d'or, coll. L'Étoile d'or, no 50, 1966
- Voyage vers Jupiter (série "Aventures dans l'espace"), Joseph Greene, adaptation: Odile Pidoux, Éditions des Deux coqs d'or, coll. L'Étoile d'or, no 51, 1966;  réédition 1971
- Poursuite en plein ciel, Ellery Queen Jr, adaptation: Odile Pidoux, Éditions des Deux coqs d'or, coll. L'Étoile d'or, no 55, 1966; réédition: 1971
- La Cité perdue ("Aventures dans l'espace"), Joseph Greene, adaptation: P. J. Carmuel, Éditions des Deux coqs d'or, coll. L'Étoile d'or, no 76, 1967
- Le singe du Pharaon, (série "Les aventures des Snapten"), Claude Appell, Éditions des Deux coqs d'or, coll. L'Étoile d'or, no 78, 1967; réédition: 188 p., 1972
- Jonction express, L'aventure du rail au Far-West, Pierre Marc, traduction: Christiane de Haas, Éditions des Deux coqs d'or, coll. L'Étoile d'or, no 81, 1967
- Le Roman de Renart, d'après le texte de Paulin Paris, Éditions des Deux coqs d'or, coll. L'Étoile d'or, no 87, 242 p., 1968
- L'Énigme du souterrain, Henriette de Buxeuil, Éditions des Deux coqs d'or, coll. L'Étoile d'or, no 89, 241 p., 1968
- Le Rallye des benjamins, Alain Grée, Éditions des Deux coqs d'or, coll. L'Étoile d'or, no 100, 240 p., 1970
- Nouvelles Aventures de Renart le Goupil (Le Roman de Renart), d'après le texte de Paulin Paris, Éditions des Deux coqs d'or, coll. L'Étoile d'or, no 101, 241 p., 1970
- Contes et légendes des arbres et de la forêt, Maguelonne Toussaint-Samat, coll. «  Contes et légendes de tous les pays », série : « Divers », Fernand Nathan, 1975
- Contes et légendes d'Italie, Maguelonne Toussaint-Samat, coll. «  Contes et légendes de tous les pays », série : « Le Monde », Fernand Nathan,  1979
- Contes russes[7], d'après Alexandre Pouchkine, éd. Dragon d'Or, 1993.

## Expositions
Depuis 1967, il participe à de nombreux Salons d’Art Contemporain et Expositions collectives :

### Paris
- Salon de mai
- Biennale de Paris
- Salon de Grands et Jeunes d'Aujourd'hui
- Salon Comparaisons
- Salon de Montrouge
- Salon de la Figuration Critique
- Foire Internationale d'Art Contemporain (FIAC)
- Salon de la Jeune Peinture
- Salon International de La Bastille
- Galerie Saint-Germain
- Galerie du Centre
- Galerie La Cour d'Ingres

### Cagnes-sur-Mer
- Festival International de Peinture de Cagnes-sur-Mer

### Tokyo
- Tokyo Art Expo
- Fuji International Art Company

### Milan
- Premio Suzzara
- Foire Internationale d'Art Contemporain (FIAC)
- I pittori italiani di Parigi dans la Galerie Pagani

### Stockholm
- Foire Internationale d'Art Contemporain (FIAC)

### Strasbourg
- Foire Internationale d'Art Contemporain (FIAC)

### Göteborg
- Galerie  Gallax

### Nice
- Art Jonction International

### Gart
- Lineart Flander Expo

### Londres
- Foire Internationale d'Art Contemporain (FIAC)

### Turin
- Foire Internationale d'Art Contemporain (FIAC)

### Bologne
- Galerie  Le due torri

### Venise
- I pittori italiani di Parigi dans le Palais Carrer